# Smith & Wesson Модель 27
Smith & Wesson Модель 27 револьвер під набій .357 Magnum. Револьвер вперше було представлено в 1935 році. Виробництво багатьох варіантів триває і до тепер. Модель 27 була створена на рамці N з вуглецевої сталі і мала стволи довжиною 31⁄2", 4", 5", 6" або 83⁄8" та регульовані приціли.

## Історія
В 1935 компанія Smith & Wesson вперше представила револьвер під назвою Registered Magnum. По суті це був револьвер під заказ. Длина стволу збільшувалася на 1⁄4 дюйми від 31⁄2 до 83⁄8 дюйми (від 8.9 до 22.2 см). Окрім стволів різної довжини існували різні руків'я, приціли, спускові гачки, ударники та фінішна обробка. Кожний Registered Magnum мав сертифікат відповідності.
Не зважаючи на те, що револьвер було представлено під час Великої депресії і він був дуже дорогим, Smith & Wesson отримала замовлення на чотири роки вперед на виробництво Registered Magnum. Департамент поліції Канзас-Сіті замовив револьвери Registered Magnum для своїх офіцерів. Крім них багато правоохоронців у США мали револьвери Registered Magnum. У 1939 Smith & Wesson припинили виробництво Registered Magnum. Його замінив .357 Magnum. Револьвер .357 Magnum стволи довжиною 31⁄2, 5, 61⁄2 та 83⁄8 (8.9, 12.7, 16.5 та 22.2 см). Звітували, що це були найпопулярніші довжини стволів Registered Magnum. По суті .357 Magnum був все ще Registered Magnum, але стандартизований для зручності виробництва та економії. Револьвер Smith & Wesson Модель 28 "Highway Patrolman" було представлено, як дешевий варіант Моделі 27 в 1954. Револьвер було позбавлено деяких особливостей Моделі 27, наприклад полірування.
Він відзначався своєю довговічністю і надійністю. Револьвер з довжиною стволу 31⁄2-дюйми був надзвичайно популярний серед агентів ФБР у період з 1940-х по 1960-ті роки. Скітер Скелтон вважав Модель 27 з довжиною стволу 5-дюймів найкращою ручною зброєю. Генерал Джордж Паттон носив револьвер Registered Magnum з руків'ям зі слонової кістки з довжиною стволу 31⁄2-дюйми (разом з револьвером Colt Peacemaker); Паттон називав свою Модель 27 "killing gun" ("вбивча гармата") 

## Варіанти
Модель 627 з неіржавної сталі була представлена в 1989 під назвою "Модель 1989". Вона мала ствол довжиною 5+1⁄2-дюйми, 6-зарядний необроблений барабан та заокруглену нижню частину руків'я з ложем S&W Combat.
В 1996 Центр Продуктивності Smith & Wesson почав виробництво 8-зарядної Моделі 627. Револьвер мав ствол довжиною 2+5⁄8-дюйми (6,7 см) без дулового гальма або отворів. Барабан був не оброблений. Револьвер був зроблений з неіржавної сталі з матовою обробкою та дерев'яним руків'ям.

### Модель 327
У 2008 році було представлено восьмизарядний револьвер Smith & Wesson Модель 327 на рамці зі скандію. Варіант Моделі 327, під назвою 327NG, є частиною лінійки NightGuard.
Револьвер Smith & Wesson Модель 327PD був 8-зарядним подвійної дії з довжиною стволу 4-дюйми без дулового гальма, зроблений з неіржавної сталі. Він мав рамку зі сплаву скандію та барабан з титану. Він мав руків'я компанії Hogue з палісандру. Він використовує мушку-світлозбір HI-VIZ та регульований V-подібний приціл. Револьвер має антиблікове матове чорне покриття з матово-сірим барабаном.
Револьвери S&W TRR8 та M&P R8 (обидва мають тактичні планки) є останніми моделями у лінійці 327.

## Поточне виробництво
Smith і Wesson зараз випускають Модель 27 у двох варіантах у своїй  "Класичній" лінійці револьверів. Обидва мають оригінальні бойові дерев'яні руків'я післявоєнних версій Моделі 27 та більш пізніх револьверів моделей 586 та 686, 38/357. Зараз доступні стволи довжиною 4" та 6+1⁄2", обидва варіанти мають регульовані приціли. Версія 4" має мушку Pinned Serrated Ramp, версія 6+1⁄2" має звичайну мушку Target Patridge.